# Dann Hume
Dann Hume (nacido como Daniel Benjamin Cobbe, 1 de septiembre de 1987, Whangaparaoa, Nueva Zelanda) es un baterista, cantante, compositor, multinstrumentista y productor musical. 
Hume es el más joven de tres hermanos (con Peter Hume y Jon Hume) que componen la banda de rock alternativo, Evermore desde 1999. Hume ha coescrito canciones para Evermore como Running, Light Surrounding You e It's Too Late.

## Biografía
Nacido como Daniel Benjamin Cobbe, Dann es el hermano menor de la familia Hume. En 1999 los tres hermanos formaron Evermore en Feilding, Nueva Zelanda. 
Es el menor de los hermanos y siempre lleva gafas mientras está tocando. Ha coescrito canciones para Evermore como Running, Light Surrounding You y el primer sencillo de Dreams, It's Too Late. Como músico, Hume toca la guitarra, bajo, teclado, armónica, batería y percusión.
En 2007, coescribió con Lisa Mitchell la canción Incomplete Lullaby, que es el primer EP debut de Mitchell, Said One to the Other, producido por Hume. En 2008, volvió a coescribir con Mitchell, A Little Ramblin' Blues for Any Hour, de su segundo EP, Welcome to the Afternoon, y tocó el piano, la armónica y la percusión en dicha canción. Hume luego produjo el álbum debut de Mitchell, Wonder, lanzado 31 de julio de 2009.

## Discografía
| Álbumes de estudio - 2004: Dreams - 2006: Real Life - 2009: Truth of the World: Welcome to the Show - 2010: Evermore - 2011: TBA | EP - 2002: Slipping Away - 2003: Oil & Water EP - 2003: My Own Way EP - 2005: The Lakeside Sessions Vol. 1 |

### Colaboraciones
Con Lisa Mitchell
- Said One to the Other (2007)
- Welcome to the Afternoon (2008)